# WTAプレミアトーナメント
WTAプレミアトーナメント（WTA Premier tournaments）は女子テニス協会が定めるツアーのカテゴリ。

## 概要
2009年に旧ティアI、IIを統合して2020年まで実施された。賞金額によりプレミア・マンダトリー（Premier Mandatory）、プレミア5（Premier 5）、プレミア（Premier）の3つにわけられている。
プレミア・マンダトリー
4大大会に次ぐ大会で、インディアンウェルズ、マイアミ、マドリード、北京の4大会が開催されておりいずれも男女共催大会である。優勝者に1000のランキングポイントが与えられる。トップ10プレイヤーは4大会全てに出場義務がある。
プレミア5
ドバイ、ローマ、シンシナティ、カナダ、武漢の5大会を開催。優勝者に900のランキングポイントが与えられる。トップ10プレイヤーは5大会中4大会に出場義務がある。
プレミア
年間12大会を開催。優勝者に470のランキングポイントが与えられる。
2021年より、男子のATPツアー・マスターズ1000とATPツアー・500シリーズに合わせる形でWTA1000とWTA500に再編された。

## 大会一覧
| 大会名                                       | アルファベット表記                   | 場所                     | 国               | サーフェス    | カテゴリ               |
| -------------------------------------------- | ------------------------------------ | ------------------------ | ---------------- | ------------- | ---------------------- |
| ブリスベン国際                               | Brisbane International               | ブリスベン               | オーストラリア   | ハード        | プレミア               |
| シドニー国際                                 | Apia International Sydney            | シドニー                 | オーストラリア   | ハード        | プレミア               |
| サンクトペテルブルク・レディース・トロフィー | St. Petersburg Ladies Trophy         | サンクトペテルブルク     | ロシア           | ハード (室内) | プレミア               |
| ドバイ・テニス選手権                         | Dubai Duty Free Tennis Championships | ドバイ                   | アラブ首長国連邦 | ハード        | プレミア5              |
| カタール・トータル・オープン                 | Qatar Total Open                     | ドーハ                   | カタール         | ハード        | プレミア               |
| BNPパリバ・オープン                          | BNP Paribas Open                     | インディアンウェルズ     | アメリカ合衆国   | ハード        | プレミア・マンダトリー |
| マイアミ・オープン                           | Miami Open                           | マイアミ                 | アメリカ合衆国   | ハード        | プレミア・マンダトリー |
| ファミリー・サークル・カップ                 | Family Circle Cup                    | チャールストン           | アメリカ合衆国   | クレー        | プレミア               |
| ポルシェ・テニス・グランプリ                 | Porsche Tennis Grand Prix            | シュトゥットガルト       | ドイツ           | クレー        | プレミア               |
| ムチュア・マドリード・オープン               | Mutua Madrid Open                    | マドリード               | スペイン         | クレー        | プレミア・マンダトリー |
| BNLイタリア国際                              | Internazionali BNL d'Italia          | ローマ                   | イタリア         | クレー        | プレミア5              |
| エイゴン・クラシック                         | Aegon Classic                        | バーミンガム             | イギリス         | 芝            | プレミア               |
| エイゴン国際                                 | Aegon International                  | イーストボーン           | イギリス         | 芝            | プレミア               |
| バンク・オブ・ウエスト・クラシック           | Bank of the West Classic             | スタンフォード           | アメリカ合衆国   | ハード        | プレミア               |
| ロジャーズ・カップ                           | Rogers Cup                           | トロント/ モントリオール | カナダ           | ハード        | プレミア5              |
| ウェスタン&サザン・オープン                  | Western & Southern Open              | シンシナティ             | アメリカ合衆国   | ハード        | プレミア5              |
| コネティカット・オープン                     | Connecticut Open                     | ニューヘイブン           | アメリカ合衆国   | ハード        | プレミア               |
| 東レ・パンパシフィック・オープン             | Toray Pan Pacific Open               | 東京                     | 日本             | ハード        | プレミア               |
| 武漢オープン                                 | Wuhan Open                           | 武漢                     | 中国             | ハード        | プレミア5              |
| チャイナ・オープン                           | China Open                           | 北京                     | 中国             | ハード        | プレミア・マンダトリー |
| クレムリン・カップ                           | Kremlin Cup                          | モスクワ                 | ロシア           | ハード (室内) | プレミア               |

## 以前開催されていた大会
| 大会名                     | アルファベット表記               | 場所           | 国             | サーフェス    | 終了年 |
| -------------------------- | -------------------------------- | -------------- | -------------- | ------------- | ------ |
| LA女子テニス選手権         | LA Women's Tennis Championships  | ロサンゼルス   | アメリカ合衆国 | ハード        | 2009年 |
| ワルシャワ・オープン       | Warsaw Open                      | ワルシャワ     | ポーランド     | クレー        | 2010年 |
| ブリュッセル・オープン     | Brussels Open                    | ブリュッセル   | ベルギー       | クレー        | 2013年 |
| 南カリフォルニア・オープン | Southern California Open         | カールスバッド | アメリカ合衆国 | ハード        | 2013年 |
| GDFスエズ・オープン        | Open GDF SUEZ                    | パリ           | フランス       | ハード (室内) | 2014年 |
| ダイヤモンド・ゲームス     | BNP Paribas Fortis Diamond Games | アントワープ   | ベルギー       | ハード (室内) | 2015年 |